# Јусуке Сузуки
Јусуке Сузуки (鈴木 雄介 Suzuki Yūsuke, рођен 2. јануара 1988.) је јапански атлетичар, светски рекордер у брзом ходању на 20 км са временом 1:16:36 (један сат, 16 минута, 36 секунди), оствареним у његовом родном месту Номи, у Јапану, 15. марта 2015. године.

## Рана каријера
Сузуки се од малих ногу такмичио у брзом ходању, а његов међународни деби дошао је на Светском јуниорском првенству 2004. године. На Светском првенству за млађе јуниоре 2005. и на Светском првенству за старије јуниоре 2006. освојио је бронзане медаље у ходању на 10.000 метара. Почео је да се такмичи у сениорским ранговима годину дана касније и освојио је шесто место на 20 км на Азијском првенству у брзом ходању и четврто место на Летњој Универзијади 2007. У наредне две године освојио је десето и пето место на Азијском првенству у брзом ходању. Личним рекордом од 1:22:05 сати изборио је учешће на Светском првенству 2009. године, али је тамо био међу последњим такмичарима који су завршили трку на 20 километара.

## Међународни успеси
Освојио је титулу првака Азије 2010. са новим личним рекордом од 1:20:06. Упркос томе, није имао добре резултате на глобалној сцени; заузео је тек 40. место на Светском купу у брзом ходању. На Светском првенству 2011. заузео је осмо место у трци на 20 километара. Диктирао је темпо трке на 20 километара на Олимпијским играма у Лондону 2012. године, али је на крају завршио тек на 36. месту. На почетку сезоне 2013. Сузуки је два пута оборио јапански рекорд – освојио је националну титулу са резултатом 1:19:02, а затим је освојио своју другу титулу првака Азије са резултатом 1:18:34.
28. септембра 2019. године постао је првак света победивши у Дохи у трци на 50 км. Сузики је остварио време од 4 сата, 4 минута и 20 секунди, победивши по јакој врућини Португалца Жоаa Вијеиру и Канађанина Евана Данфија.